# Metaverpulus
Genre
Metaverpulus est un genre d'opilions eupnois de la famille des Sclerosomatidae.

## Distribution
Les espèces de ce genre se rencontrent en Asie du Sud.

## Liste des espèces
Selon World Catalogue of Opiliones (11/05/2021) :
- Metaverpulus bhutanicus Martens, 1987
- Metaverpulus distinctus Suzuki, 1970
- Metaverpulus hirsutus Roewer, 1912
- Metaverpulus kanchensis Martens, 1987
- Metaverpulus laevis Roewer, 1955
- Metaverpulus multidentatus Martens, 1987
- Metaverpulus persimilis Martens, 1987

## Publication originale
- Roewer, 1912 : « Einige neue Gattungen und Arten der Opiliones Palpatores aus den Subfamilien der Gagrellinae und Liobuninae der Familie der Phalangiidae. » Archiv für Naturgeschichte, sér. A, vol. 78, no 1, p. 27–59 (texte intégral).